# Crisolini
La famiglia Crisolini è una nobile e antica famiglia originaria della Grecia, proveniente dall'Isola di Scio che ha goduto nobiltà in Amelia, in Roma e in Arezzo. Il conte Domenico Crisolini, del ramo toscano, fu onorato dall'imperatore Francesco I del titolo di suo aulico consigliere con diploma del 3 agosto 1754.

## Descrizione dello stemma
Arma: D'azzurro a tre torri d'argento piantate su terrazza al naturale, sormontate da tre api d'oro poste in fascia sul capo
Corana comitale
Motto: Triplici Securitate.

## Storia
Questa nobile e antica famiglia è originaria della Grecia, e risulta da un diploma imperiale del 1754 essere proveniente dall'isola di Scio.
Quando e per quali motivi sia immigrata in Italia non è noto; ma può ritenersi con qualche fondamento, che per sfuggire le persecuzioni degli infedeli fosse costretta ad abbandonare la madre-patria verso il mille. Fra noi si divise in tre rami che stabilendosi in Amelia nell'Umbria, a Roma e in Toscana, e in tutti questi luoghi conservò il lustro avito e fu tenuta in grande considerazione.
Di fatto essa vanta nella gerarchia ecclesiastica vescovi, uditori di rota, prelati, e canonici ed arcidiaconi delle patriarcali basiliche di Santa Maria Maggiore e di San Pietro di Roma, e negli uffici civili e militari, non che nelle lettere e nelle scienze a prodotto di uomini assai eminenti. I sommi pontefici l'hanno tenuta sempre in grande considerazione e l'hanno gratificata di titoli e privilegi onorificentissimi. Contrasse essa alleanze e discendenze con cospicue famiglie, fra le quali basti citare la Bernardini, la Malatesta, la Ganganelli (futura discendenza del papa Clemente XIV), la Onesti e la Spazzoli.
Dei suddetti rami di questa famiglia, non fiorisce presentemente che quello di Toscana, essendosi gli altri due estinti. Un antico albero genealogico del ramo superstite incomincia nel 1450 con un Santo detto di Rocca perché abitava nella rocca di Santa Sofia (Romagna toscana). Un Andrea di Ambrogio, pronipote in terzo grado del precedente, avendo nel 1599 contratto matrimonio con Lucia di Michele di Campo di Fiori del Corniolo, stabiliva quivi la residenza della propria famiglia, i cui discendenti sono ora gli unici rappresentanti della casa Crisolini.

## Personaggi illustri
Fra i personaggi distinti che hanno reso chiara quest'antica stirpe, meritano particolare menzione:
- Flavio, dello stesso ramo, uomo assai versato nella classica letteratura, il quale fondò e dotò la chiesa e il monastero delle Benedettine di Amelia a favore del quale testò il 16 giugno 1561;
- Antonio, del ramo di Roma, cameriere segreto e commensale di papa Urbano VIII, cavaliere della Milizia aurata del sacro Palazzo e dell'Aula Lateranense, fu nominato conte da sua stessa Santità, conferendogli la contea motu-proprio del 7 agosto 1623, con le insegne della Casa Barberini cui quel pontefice apparteneva; lo stesso Antonio fu prima canonico di Santa Maria Maggiore, poi di San Pietro di cui fu arcidiacono, e alla sua morte gli fu eretto un monumento nella chiesa di Santo Spirito;
- Francesco, del ramo di Santa Sofia, che dal 1679 al 1682 fu vescovo di Sarsina, dove nel breve tempo del suo esercizio episcopale operò grandi benefici a pro di quella diocesi e lasciò molti monumenti della sua munificenza;
- Un altro Antonio, che fu provveditore dello Stato fiorentino a Roma;
- un Andrea, tenente di sbarco e capitano di poppa nelle Gare Pontefice si mise in mostra nelle guerre contro i Turchi;
- Giambattista, autore di una storia dell'insurrezione della città di Arezzo nel 1799.

Monumenti ed epigrafi lapidarie appartenenti ai Crisolini di Amelia, esistono nella chiesa di Santa Fermina cattedrale di Amelia, in cui ebbero una cappella gentilizia detta di San Giorgio.